# Cordiner Peaks
Cordiner Peaks är en bergstopp i Antarktis. Den ligger i Västantarktis. Argentina, Chile och Storbritannien gör anspråk på området. Toppen på Cordiner Peaks är 850 meter över havet.
Terrängen runt Cordiner Peaks är varierad. Trakten är obefolkad. Det finns inga samhällen i närheten. 